# Gerald R. Molen
Gerald R. Molen, né le 6 janvier 1935 à Great Falls (Montana), est un producteur de cinéma américain. Il a beaucoup travaillé avec Steven Spielberg. Il est parfois crédité sous le nom de Gerald Molen, Jerry Molen ou Jerry Molin.

## Filmographie
- 1987 : Miracle sur la 8e rue
- 1988 : Journal d'un oiseau de nuit
- 1988 : Rain Man
- 1990 : Jours de tonnerre (Days of Thunder) de Tony Scott
- 1991 : Hook ou la Revanche du Capitaine Crochet
- 1993 : Kalahari
- 1993 : Jurassic Park
- 1993 : La Liste de Schindler
- 1994 : La Famille Pierrafeu
- 1994 : Les Chenapans
- 1994 : Little Giants
- 1995 : Casper
- 1996 : Twister
- 1996 : Réactions en chaîne
- 1997 : Le Monde perdu : Jurassic Park
- 2000 : View from the Swing
- 2001 : De l'autre côté du paradis
- 2002 : Minority Report
- 2003 : The Legend of Johnny Lingo
- 2011 : Truth & Treason